# Közönséges karcsúmongúz
A közönséges karcsúmongúz (Herpestes sanguineus, korábban Galerella sanguinea) az emlősök (Mammalia) osztályába, a ragadozók (Carnivora) rendjébe, a macskaalkatúak (Feliformia) alrendjébe és a mongúzfélék (Herpestidae) családjába tartozó faj.
Eduard Rüppell a Herpestes sanguineus tudományos nevet javasolta a fajnak 1835-ben, egy Kordofánban megfigyelt vöröses mongúz leírására alapozva.

## Megjelenése
Nevéhez híven a közönséges karcsúmongúznak 27,5-40 centiméteres hosszúságú karcsú teste és 23-33 centiméteres, hosszú farka van. A hímek testtömege 640-715, a náluk kisebb nőstényeké 460-575 gramm között változhat. Szőrzetük színe alfajtól függően nagymértékben változhat, a sötét vörösesbarnától a narancsvörös, szürke vagy akár aranysárga színekig; ezeket a mongúzokat azonban elütő fekete vagy vörös farokhegyük különbözteti meg a többi mongúztól. A szőrzetük is selymesebb a család többi afrikai tagjával szemben.
Elülső felső előzápfogaik gyakran csökevényesek, néha azonban teljesen hiányoznak.

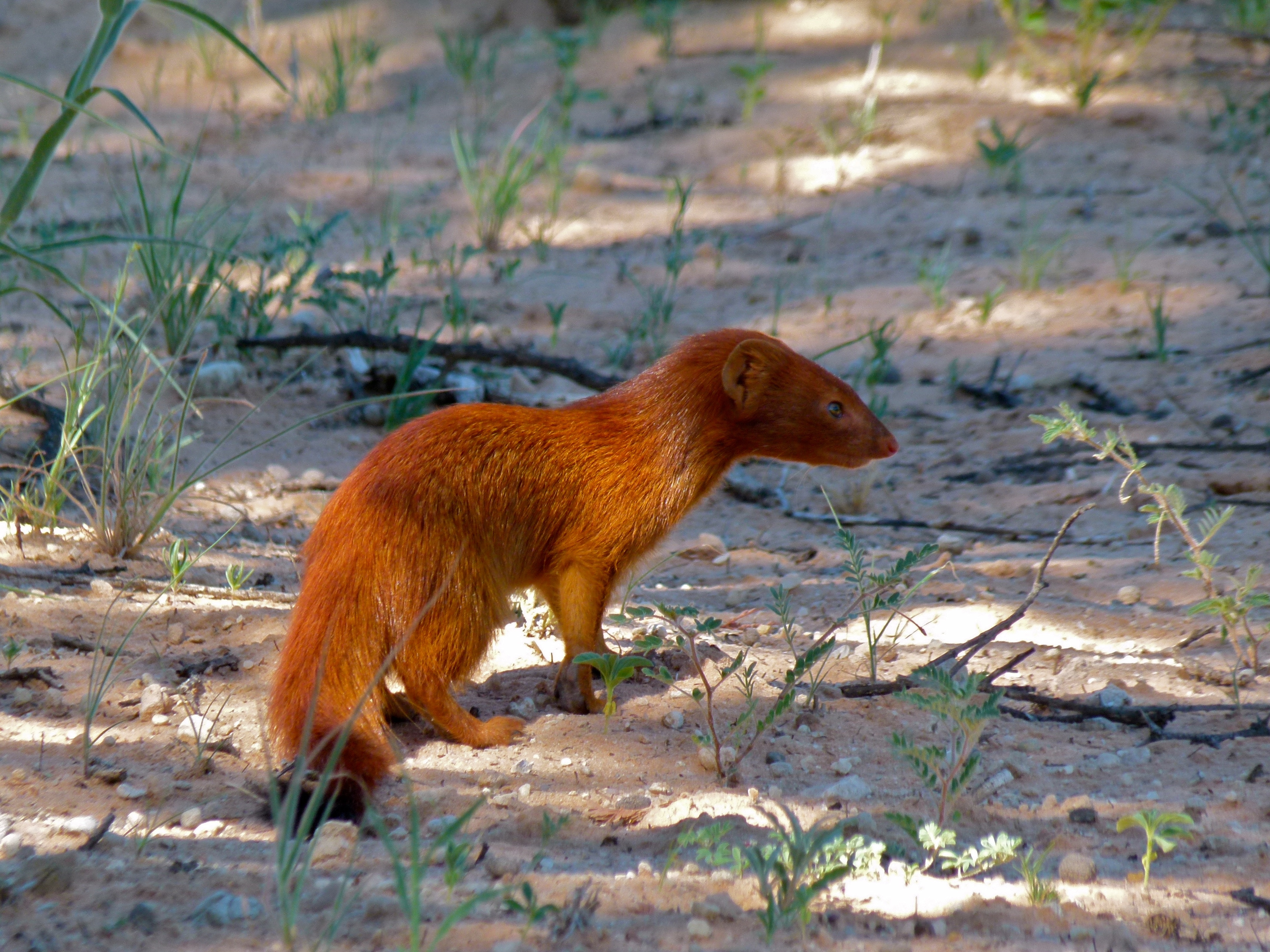
Vörös színű példány

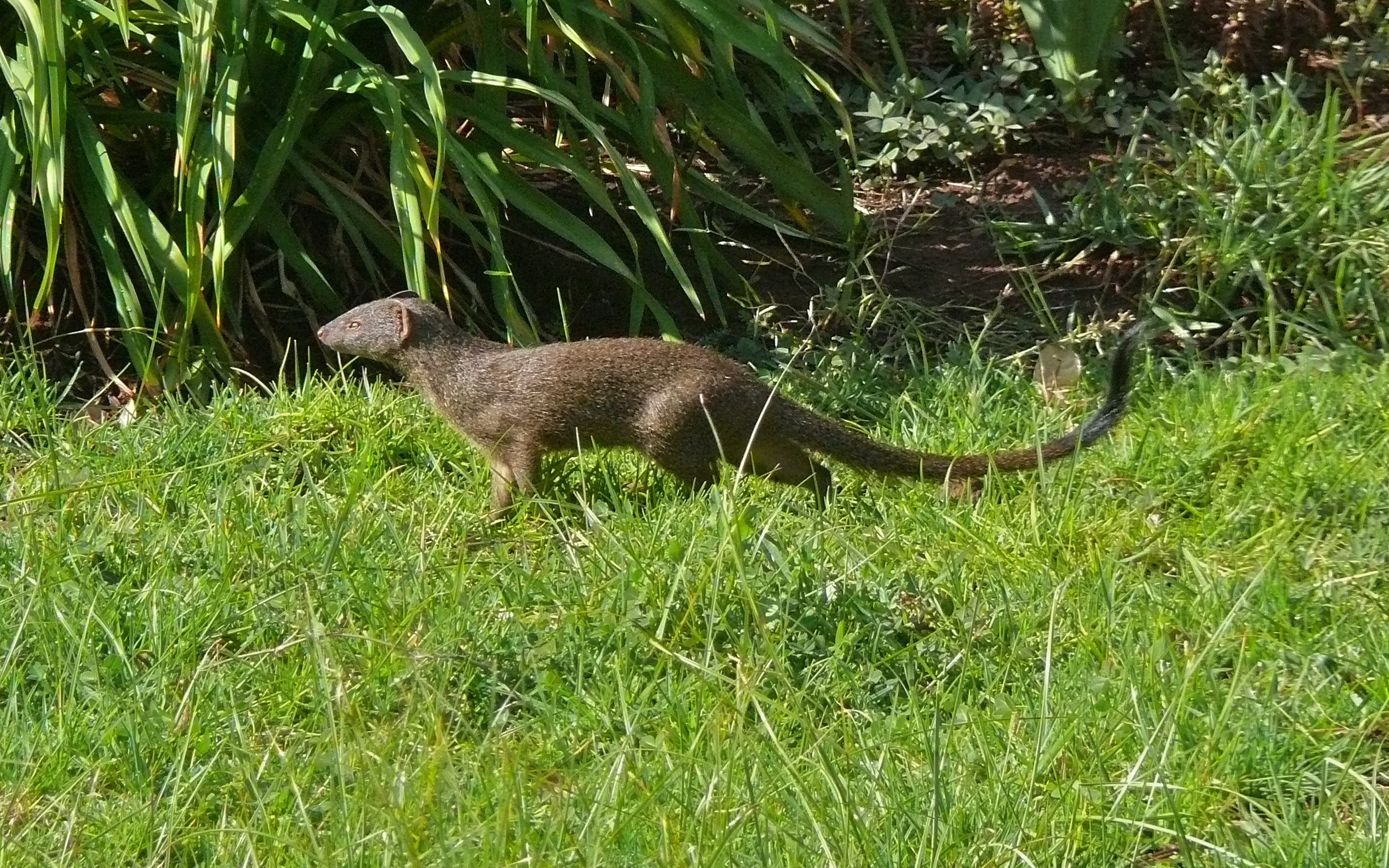
Szürkés színű példány

## Elterjedése, élőhelye
Legfeljebb ötven alfajával a közönséges karcsúmongúz szerte a szubszaharai Afrikában megtalálható. Alkalmazkodóképes állatok, és bár szinte bárhol képesek megélni ezen a széles elterjedési területen, a szavannákon és félszáraz síkságokon a leggyakoribbak. A sűrű erdővel borított területeken és a sivatagokban sokkal ritkábbak; csak Dél-Afrika déli részében és az Egyenlítő környékén lévő sűrű erdőkből hiányzik. Előfordul az erdőszéleken, az utak mentén behatolhat az erdőkbe, és néha a falvak környékén is előfordul.
Nemrég feljegyeztek egy közönséges karcsúmongúzt Gabonban, több mint 350 kilométerrel a korábbi ismert elterjedési területtől. Zanzibáron is előfordul. Elterjedése legdélibb határa valószínűleg a dél-afrikai Kelet-Fokföld távoli keleti része.

## Életmódja
A közönséges karcsúmongúz általában magányosan vagy párban él. Többnyire nappali életmódot folytat, de néha meleg, holdfényes éjszakákon is aktív lehet. Úgy tűnik, hogy nem territoriális, ennek ellenére azonban stabil területet tart fenn otthonaként, amelyet gyakran megoszt rokon fajok tagjaival. Olykor viszont a közönséges karcsúmongúz egy rejtekhelyet is használhat ezen fajokkal, ugyanis rokonainak többsége éjszaka aktív. Ezek a rejtekhelyek olyan védett helyeken találhatók, mint a sziklák közötti rések, üreges fatörzsek és hasonló helyek.

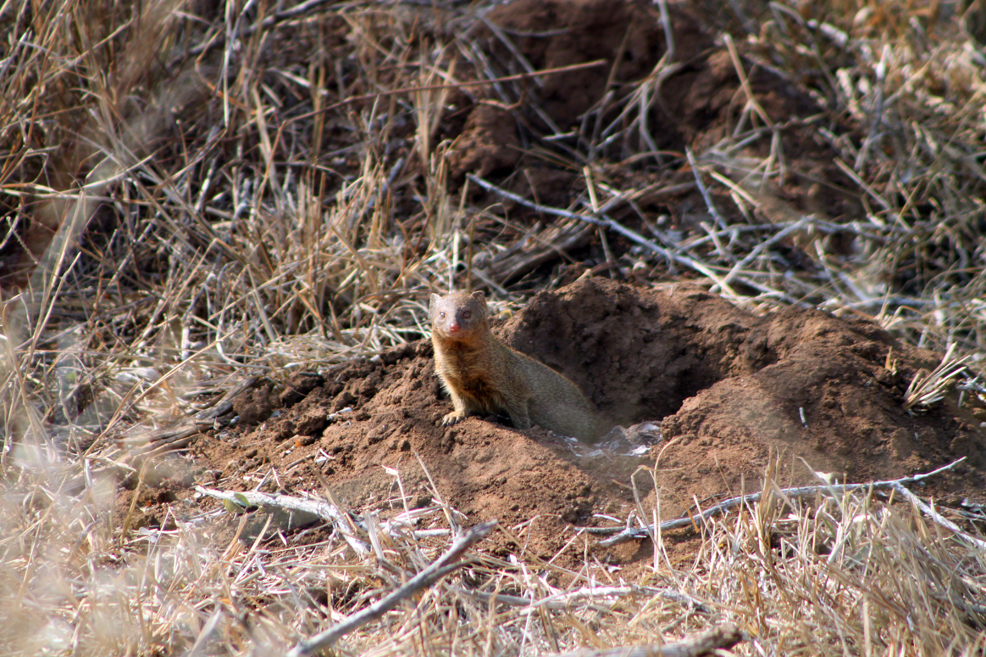
Közönséges karcsúmongúz az üregében

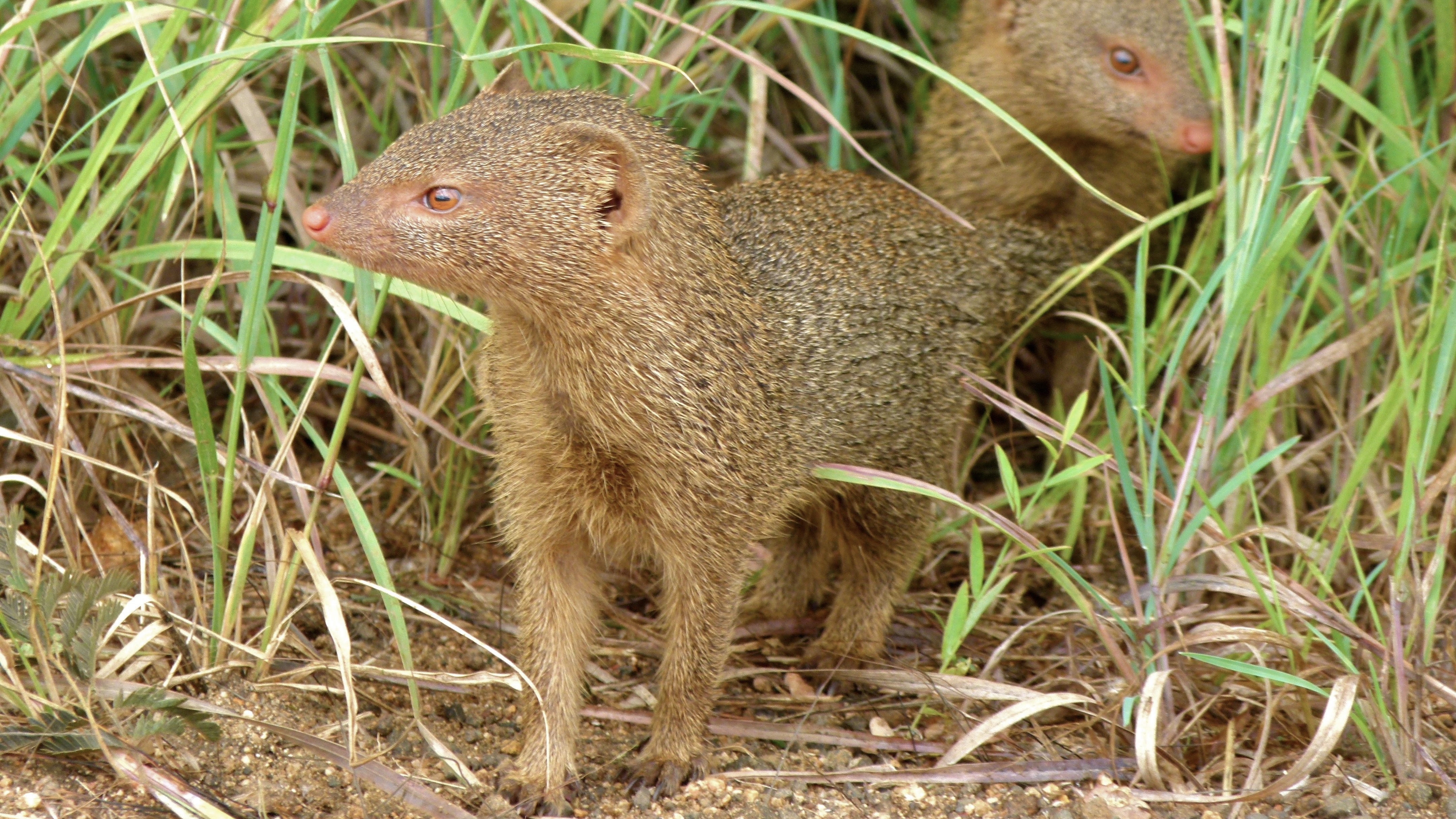
A faj többnyire magányosan vagy párban él

Általánosan ragadozó életmódúak, elsősorban kis gerinceseket és gerincteleneket fogyasztanak, például rovarokat, gyíkokat, békákat, kígyókat, rágcsálókat és madarakat. Kisebb mértékben gyümölcsöket is eszik, valamint elfogyasztja a tojásokat és a dögöket is. Bár sok más mongúzfajhoz hasonlóan képes elpusztítani a mérgeskígyókat, ezek táplálékának csak kis részét képezik. Rokonaival szemben többet mászik fákra és bokrokra, ahol madarakat foghat.
Egy hím területe több nőstény területét foglalja magában, a szagjelek pedig tájékoztatják számára, ha a nőstény tüzel. A vemhességi időszakot 60-70 napnak gondolják, a legtöbb vemhesség pedig egy-három, de általában két kölyköt eredményez; a hím nem segít a gondozásukban. Magányos fajtól szokatlan módon a Kalaháriban a hímek egy területen maradnak, míg a nőstények szétszóródnak. Maximális életkoruk feltételezhetően 10 év.

## Természetvédelmi helyzete
A múltban a fajt irtási erőfeszítések célozták meg, ugyanis potenciális terjesztője lehet a veszettségnek, illetve időnkét megöli a baromfit. Bár ezen erőfeszítések nem jártak szembetűnő sikerrel, egyes alfajok fenyegetettek lehetnek. Azonban a közönséges karcsúmongúz nincs közvetlenül kihalásveszélyben, és ezért a Természetvédelmi Világszövetség (IUCN) nem fenyegetettként tartja számon. A közönséges karcsúmongúz húsát szórványosan értékesítik helyi piacokon, alkalmanként pedig a hagyományos orvoslásban használják (például a dél-afrikai KwaZulu-Natalban).
A közönséges karcsúmongúz a leggyakoribb afrikai mongúzok egyike, a Serengeti Nemzeti Parkban a populáció sűrűsége 1975-től 1990-ig négyzetkilométerenként 3-6 egyed volt.

## Fordítás
Ez a szócikk részben vagy egészben  a   Common slender mongoose című angol Wikipédia-szócikk ezen változatának fordításán alapul.  Az eredeti cikk szerkesztőit annak laptörténete sorolja fel. Ez a jelzés csupán a megfogalmazás eredetét és a szerzői jogokat jelzi, nem szolgál a cikkben szereplő információk forrásmegjelöléseként.